# Antoine Chrysostôme Quatremère de Quincy

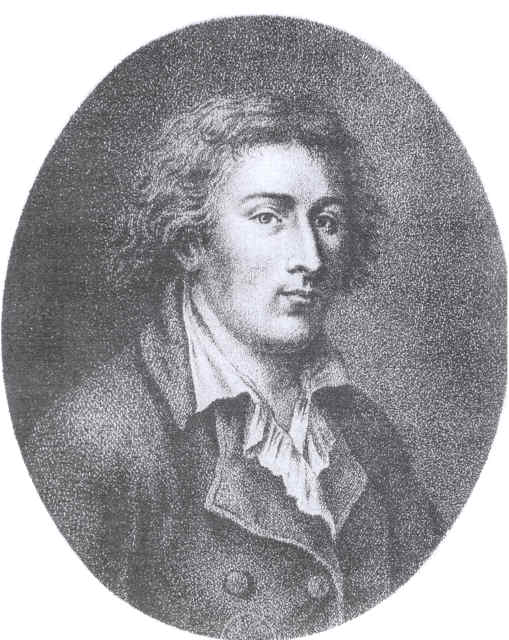
Antoine Chrysostôme Quatremère de Quincy (Porträt von François Bonneville)

Antoine Chrysostôme Quatremère de Quincy (* 21. Oktober 1755 in Paris; † 28. Dezember 1849 ebenda) war ein französischer Schriftsteller, Archäologe und Kunsthistoriker.

## Leben
Quatremère de Quincy wurde 1796 wegen angeblicher Beteiligung an der Vorbereitung eines monarchistischen Aufstands zum Tode verurteilt, jedoch später freigesprochen. 1797 wurde er in den (durch die Verfassung des Direktoriums eingeführten) „Rat der Fünfhundert“ gewählt, musste aber nach seiner Teilnahme an einem royalistischen Aufstand untertauchen. Im Jahr 1800 wurde er zum Generalsekretär des Generalrats des Départements Seine ernannt.
Zwischen 1788 und 1825 gab er drei Bände über Architektur der systematisch aufgebauten Encyclopédie méthodique heraus, die von Panckoucke verlegt wurde. 
Quatremère de Quincy war von 1816 bis 1839 Sekretär der Académie des Beaux-Arts, 1818 wurde er Professor für Archäologie an der Bibliothèque nationale. 1809 wurde er zum korrespondierenden Mitglied der Göttinger Akademie der Wissenschaften gewählt. Die Bayerische Akademie der Wissenschaften nahm ihn 1810 als auswärtiges Mitglied auf. Der Königlich Niederländischen Akademie der Wissenschaften (damals Koninklijk Instituut) gehörte er ab 1826 als assoziiertes Mitglied an. Die Académie royale des Sciences, des Lettres et des Beaux-Arts de Belgique nahm ihn 1847 als assoziiertes Mitglied auf.
Er war Autor zahlreicher Artikel und Bücher. Als sein Hauptwerk gilt das Buch Le Jupiter olympien (Paris 1814) über die Zeus-Statue des Phidias in Olympia.

## Auszeichnungen
- Ordre de Saint Michel
- Ehrenlegion (Offizier)

## Werke
- Encyclopédie méthodique. Architecture, 3 Bände, 1788 (Digitalisat)
- Le Jupiter olympien ou l’Art de la sculpture antique considéré sous un nouveau point de vue, 1814 (Digitalisat)
- Essai sur la nature, le but et les moyens de l’imitation dans les beaux-arts, 1823 (Digitalisat)
- Histoire de la vie et des ouvrages des plus célèbres architectes du XIe siècle jusqu’à la fin du XVIIIe, 1830 (Digitalisat)
- Canova et ses ouvrages, ou Mémoires historiques sur la vie et les travaux de ce célèbre artiste, 1834 (Digitalisat)
- Recueil de dissertations archéologiques, 1836 (Digitalisat)
- Essai sur l’idéal dans ses applications pratiques aux oeuvres de l’imitation propre des arts du dessin, 1837 (Digitalisat)